# Johann Friedrich von Wolfframsdorff
Johann Friedrich von Wolfframsdorff (ur. 1674 w Mügeln, zm. 29 lipca 1712 w Dreźnie) – królewsko-polski i elektorsko-saski szambelan i radca, saski szlachcic z rodu von Wolfframsdorff. Autor książki Portrait de la cour de Pologne et de Saxe, początkowo wydanej anonimowo w Lipsku w 1700 roku, krytykującej politykę i dwór króla Polski Augusta II Mocnego.
Urodził się w 1674 jako syn saskiego rzeczywistego tajnego radcy Hermanna von Wolfframsdorffa i Henryki Idy z domu von Burkersroda. W 1707 uzyskał posadę szambelana króla Augusta II Mocnego.